# Брольникский сельсовет
Бро́льникский сельсовет — административная единица на территории Новогрудского района Гродненской области Республики Беларусь. Административный центр — агрогородок Брольники.

## История
22 августа 2017 года в состав Брольникского сельсовета включены земли площадью 4 703 га и следующие населённые пункты упразднённого Волковичского сельсовета: деревни Волковичи, Горевичи, Матешицы, Огородники, Омневичи, Рутка-2, Сенежицы; исключены земли площадью 4 753 га и следующие населённые пункты: агрогородок Городечно, деревни Бретянка, Испось, Литовка, Мотча, Селец, Слободка, Старый Лес, Сунчицы, хутора Слуховичи, Экономия, которые вошли в состав Ладеникского сельсовета.

## Состав
В 2017 году сельсовет включал 15 населённых пунктов, после реорганизации — 16 населённых пунктов (01.01.2018).
Брольникский сельсовет включал 20 населённых пунктов (2009):
- Бретянка — деревня.
- Брольники — агрогородок.
- Городечно — агрогородок.
- Испось — деревня.
- Клюковичи — деревня.
- Кравцевичи — деревня.
- Куровичи — деревня.
- Мольничи — деревня.
- Мотча — деревня.
- Несутычи — деревня.
- Примень — деревня.
- Селец — деревня.
- Селище — деревня.
- Слободка — деревня.
- Слуховичи — хутор.
- Старый Лес — деревня.
- Сулятичи — деревня.
- Сунчицы — деревня.
- Экономия — хутор.

## Производственная сфера
- СПК «Авангард-агро»
- ЗАО «Городечно»

## Социальная сфера
Учреждения образования: Государственное учреждение образования «Городечненский учебно-педагогический комплекс детский сад-средняя общеобразовательная школа», Государственное учреждение образования «Брольникский учебно-педагогический комплекс детский сад-базовая школа».
Учреждения здравоохранения: ФАПы д. Городечно, д. Брольники, д. Несутычи.
Культура: Брольникский центральный Дом культуры на 150 мест; сельские клубы: д. Городечно, д. Клюковичи.

## Памятные места
На территории сельсовета находятся воинские захоронения: памятники воинам-односельчанам в деревнях Городечно, Брольники, Несутычи.